# Коврайський музей Г. С. Сковороди
Коврайський музей Г.С. Сковороди (Літературний музей Григорія Сковороди с. Коврай  виконавчого комітету Гельміязівської сільської ради Золотоніського району Черкаської області) був відкритий 03 грудня 1972 року на честь 250-річчя від дня народження мислителя, який у період з 1753 по 1759 рік мешкав у Ковраях, де був вчителем сина бунчукового товариша Степана Томари.
Музей розташований у приміщенні Коврайського навчально-виховного комплексу «загальноосвітня школа І-ІІІ ступенів — дошкільний навчальний заклад» імені Г.С. Сковороди у с. Коврай Гельміязівської сільської ради Золотоніського району Черкаської області та є частиною 
природно-історичного комплексу Г.С. Сковороди.

## Експозиції
В музеї облаштовані чотири зали з експонатами, серед яких інсталяції, картини, листи, предмети побуту.
Загальна кількість експонатів налічує 481 одиницю.
Експозиції музею структуровані по тематичних розділах, які розповідають про життєвий шлях та вшанування пам’яті філософа.
Відтворена особиста кімната Г.С. Сковороди із копіями рукописів.

## Діяльність
У літературному музеї запроваджені тематичні екскурсії, серед яких: «С. Коврай у XVIII ст. Побут села», «Коврайський світ Г. Сковороди», «Сад божественних пісень».
Працює виставковий зал, де представлені роботи місцевих митців; оформлена окрема виставка подарунків музею.
Музей залучався до Сковородинівських навчань «Пізнай себе», Міжнародних конференцій «Сковородинівські студії». 
Також літературний музей Григорія Сковороди є учасником Всеукраїнського проекту «Музей у просторі».
Фонди музею постійно поповнюються небайдужими громадянами, краєзнавцями, дослідниками життя та творчості Г. Сковороди. 